# Буше, Филипп
Филипп Буше (фр. Philippe Boucher; род. 24 марта 1973, Сент-Аполлинер) — канадский хоккеист, тренер и генеральный менеджер; играл на позиции защитника. Обладатель Кубка Стэнли 2009 года в составе «Питтсбург Пингвинз».

## Карьера

### Игровая карьера
На юниорском уровне в течение двух сезонов играл за команду «Грэйнби Байзонс», где по итогам сезона 1990/91 заработал 67 очков и стал одним из лучших игроков лиги, получив Майк Босси Трофи (как самый перспективный игрок) и Раймон Лагасе Трофи (как лучший защитник-новичок). По ходу следующего сезона, где он стал одним из лучших игроков своей команды перешёл в «Лаваль Титан», где продолжил свою карьеру.
Был выбран на драфте НХЛ 1991 года в 1-м раунде под общим 13-м номером клубом «Баффало Сейбрз». Помимо игр в НХЛ за «Сейбрз», он играл за фарм-клуб команды «Рочестер Американс», где, в отличие от НХЛ, он больше играл и зарабатывал очков.
По ходу сезона 1994/95 был обменян в «Лос-Анджелес Кингз», где он сумел закрепиться в основе «Кингз», сыграв за этот клуб почти восемь сезонов.
По окончании сезона 2001/02 перешёл в качестве свободного агента в «Даллас Старз», где сыграл шесть сезонов, став в команде одним из ключевых игроков, заработав по итогам сезона 2006/07 51 очко.
16 ноября 2008 года был обменян в «Питтсбург Пингвинз» на Дэррила Сидора. «Пингвинз» в конце сезона выиграли Кубок Стэнли, а перед стартом следующего сезона Буше объявил о завершении карьеры в возрасте 36 лет.

### Тренерская и менеджерская карьера
Был генеральным менеджером «Римуски Осеаник» (2011—2013), «Квебек Ремпартс» (2013—2018), где также был и главным тренером.
С 2019 года работает генеральным менеджером в «Драммондвилл Вольтижерс», а в 2022 году стал главным тренером в этой команде.